# Abagrotis nevadensis
Abagrotis nevadensis är en fjärilsart som beskrevs av Benjamin 1922. Abagrotis nevadensis ingår i släktet Abagrotis och familjen nattflyn. Inga underarter finns listade i Catalogue of Life.